# Segling vid olympiska sommarspelen 1968
De olympiska tävlingarna i segling 1968 avgjordes mellan den 14 och 21 oktober i Acapulco. 251 deltagare från 41 länder tävlade i fem grenar. Grenarna var desamma som de varit vid olympiska sommarspelen 1964 och 1960.

## Båtklasser
- Utrustning:

| Klass               | Typ    | Seglare | Trapets | Storsegel | Fock | Spinnaker | Första OS |
| ------------------- | ------ | ------- | ------- | --------- | ---- | --------- | --------- |
| Finnjolle           | Jolle  | 1       | 0       | x         | -    | -         | 1952      |
| Flygande Holländare | Jolle  | 2       | 1       | x         | x    | x         | 1960      |
| Starbåt             | Kölbåt | 2       | 0       | x         | x    | -         | 1932      |
| Drake               | Kölbåt | 3       | 0       | x         | x    | x         | 1948      |
| 5,5 m               | Kölbåt | 3       | 0       | x         | x    | x         | 1952      |

- Design:

## Medaljörer
| Gren                        | Guld                                                 | Silver                                                     | Brons                                                     |
| Finnjolle Detaljer...       | Valentin Mankin Sovjetunionen                        | Hubert Raudaschl Österrike                                 | Fabio Albarelli Italien                                   |
| Flying Dutchman Detaljer... | Storbritannien Rodney Pattisson Iain MacDonald-Smith | Västtyskland Ulli Libor Peter Naumann                      | Brasilien Reinaldo Conrad Burkhard Cordes                 |
| Starbåt Detaljer...         | USA Lowell North Peter Barrett                       | Norge Peder Lunde jr. Per Wiken                            | Italien Franco Cavallo Camillo Gargano                    |
| Drake Detaljer...           | USA George Friedrichs Barton Jahncke Gerald Schreck  | Danmark Aage Birch Poul Richard Høj Jensen Niels Markussen | Östtyskland Paul Borowski Karl-Heinz Thun Konrad Weichert |
| 5,5 m Detaljer...           | Sverige Ulf Sundelin Jörgen Sundelin Peter Sundelin  | Schweiz Louis Noverraz Bernhard Dunand Marcel Stern        | Storbritannien Robin Aisher Paul Anderson Adrian Jardine  |

## Medaljtabell
| Pl.    | Nation         | Guld | Silver | Brons | Totalt |
| ------ | -------------- | ---- | ------ | ----- | ------ |
| 1      | USA            | 2    | 0      | 0     | 2      |
| 2      | Storbritannien | 1    | 0      | 1     | 2      |
| 3      | Sovjetunionen  | 1    | 0      | 0     | 1      |
| 3      | Sverige        | 1    | 0      | 0     | 1      |
| 5      | Danmark        | 0    | 1      | 0     | 1      |
| 5      | Norge          | 0    | 1      | 0     | 1      |
| 5      | Schweiz        | 0    | 1      | 0     | 1      |
| 5      | Västtyskland   | 0    | 1      | 0     | 1      |
| 5      | Österrike      | 0    | 1      | 0     | 1      |
| 10     | Italien        | 0    | 0      | 2     | 2      |
| 11     | Brasilien      | 0    | 0      | 1     | 1      |
| 11     | Östtyskland    | 0    | 0      | 1     | 1      |
| Totalt | Totalt         | 5    | 5      | 5     | 15     |